# Williamstown (Kentucky)
Williamstown város az Amerikai Egyesült Államok Kentucky államában, Grant megyében, melynek megyeszékhelye is. Lakosainak száma 3894 fő (2020. április 1.).

## Népesség
A település népességének változása:

| 2010 | 3 925 |
| 2020 | 3 894 |